# Прогрессивно-либеральная партия (Болгария)
Прогрессивная либеральная партия (болг. Прогресивнолиберална партия, сокращённо ― ПЛП) ― ныне не существующая политическая партия в Болгарии.

## История
Партия была учреждена в 1884 году Драганом Цанковым и его соратниками, которые откололись от Либеральной партии (позднее от неё отколоись также Народная либеральная партия и Партия радославистов). Прогрессивно-либеральная партия была про-российской в своей ориентации. На выборах 1894 года её членам удалось заполучить восемь из 167 мест, и это же самое число оно сохранило на выборах 1899 году. В 1901 году ПЛП стала крупнейшей партией, выиграв 40 из 164 мест. Она оставалась самой влиятельной партией и после выборов 1902 году, оставив за собой 89 мест, но затем потерпела сокрушительное поражение уже в следующем году и её депутаты остались с шестью креслами.
На выборах 1908 года партии удалось выиграть только три места. На выборах 1911 года в Конституционное собрание Болгарии ПЛП победила в союзе с Народной партией, пройдя с ней единым избирательным списком и выиграв 342 из 410 мест. Политический альянса продолжил своё действие на парламентских выборах позже в том же году и получил 190 из 213 мест, из которых ПЛП досталось 91. В 1911 году умер Драган Цанков, и в качестве лидера партии его сменил Стоян Даневу, который занимал пост премьер-министра Болгарии в течение чуть более месяца летом 1913 года.
На ноябрьских выборах 1913 года партия завоевала только одно место, хотя в следующем году получила ещё одно. В 1919 году ПЛП выиграла восемь мест, которые и сохранила к следующему году.
Позже в 1920 году партия объединилась с Народной партией и сформировала Единую народно-прогрессивная партию.